# Les Conquérants (film, 1939)
Pour plus de détails, voir Fiche technique et Distribution.
Les Conquérants (titre original : Dodge City) est un film américain réalisé par Michael Curtiz, sorti en 1939.

## Synopsis
Wade Hatton devient shérif de Dodge City où il compte mettre un terme à la violence de Jeff Surrett  et sa bande....

## Fiche technique
- Titre original : Dodge City
- Titre français : Les Conquérants
- Réalisation : Michael Curtiz
- Scénario : Robert Buckner
- Direction artistique : Ted Smith
- Costumes : Milo Anderson
- Photographie : Sol Polito
- Montage : George Amy
- Musique : Max Steiner et Adolph Deutsch (non crédité)
- Production : Robert Lord et Hal B. Wallis (non crédités)
- Société de production et de distribution : Warner Bros. Pictures
- Pays de production : États-Unis
- Langue : anglais
- Format : Couleurs (Technicolor) - 35 mm - Mono
- Genre : Western
- Durée : 104 minutes
- Dates de sortie : 
  - États-Unis : 1er avril 1939 (première mondiale à Dodge City)
  - États-Unis : 8 avril 1939 (sortie nationale)
  - France : 27 mars 1940

## Distribution
- Errol Flynn (VF : Jean Marchat) : Wade Hatton (Robert Hatton dans le VF)
- Olivia de Havilland (VF : Mony Dalmès) : Abbie Irving
- Ann Sheridan (VF : Camille Fournier) : Ruby Gilman
- Bruce Cabot : Jeff Surrett
- Frank McHugh (VF : Henri Charrett) : Joe Clemens
- Alan Hale (VF : Marcel Raine) : Rusty Hart
- John Litel (VF : Georges Spanelly) : Matt Cole
- Henry Travers (VF : Jean Mauclair) : Dr Irving
- Henry O'Neill (VF : Jean Clarens) : Colonel Dodge
- Victor Jory (VF : Maurice Lagrenée) : Yancey
- William Lundigan : Lee Irving
- Guinn Williams : Tex Baird
- Bobs Watson : Harry Cole
- Gloria Holden (VF : Lita Recio) : Mme Cole
- Douglas Fowley : Munger
- Georgia Caine (VF : Henriette Marion) : Helen Irving
- Charles Halton (VF : Paul Ville) : Brand
- Ward Bond (VF : Jean Clarieux) : Bud Taylor
- Cora Witherspoon : Mme McCoy
- Russell Simpson (VF : Pierre Morin) : Orth
- Monte Blue : Barlow

Acteurs non crédités
- Joseph Crehan : Hammond
- Pat Flaherty : un cow-boy
- Thurston Hall : Twitchell
- Robert Homans : un employé au courrier
- Merrill McCormick : un lyncheur
- Bud Osborne : un conducteur de diligence
- Edward Peil Sr. : M. Turner

## Autour du film
Selon Errol Flynn, « m'engager dans des films de cow-boy m'apparaissait comme parfaitement ridicule, mais cela réussissait à la Warner ». Comme « il y a une différence entre le western moyen et une production à grand spectacle, Les Conquérants, La Caravane héroïque, La Rivière d'argent avaient des budgets énormes et se fabriquaient d'une manière différente. Le studio ne lésinait sur aucune dépense. Jack Warner, qui savait ce que voulait le public, le lui donnait mieux que personne ».

### Ouvrages généraux
- Gérard Devillers et Marceau Devillers, Anthologie du Cinéma, tome V : Errol Flynn, Paris, L'Avant-scène Cinéma, 1970, p. 337-392.

### Monographies
- Errol Flynn (trad. France-Marie Watkins et Solange Metzger), Mes 400 coups, Paris, Olivier Orban, coll. « Ramsay Poche Cinéma » (no 52), 1977 (1re éd. 1959), 354 p. (ISBN 2-85956-655-4 et 978-2-8595-6655-5).
- René Noizet, Tous les chemins mènent à Hollywood : Michael Curtiz, Paris, L'Harmattan, 1997, 383 p. (ISBN 2-7384-5667-7 et 978-2738-45667-0), p. 213-215.
- (en) Tony Thomas, Rudy Behlmer et Clifford McCarty, The Films of Errol Flynn, Secaucus, New Jersey, The Citadel Press, 1969, 221 p. (ISBN 0-8065-0237-1), p. 77-81.